# عباس میرزا ملک‌آرا
عباس میرزا مُلک‌آرا (۱ شهریور ۱۲۱۸ خورشیدی در تهران - ۱۲۷۷ یا ۱۲۷۸ خورشیدی در تهران) شاهزادهٔ قاجار و برادر ناتنی ناصرالدین‌شاه بود. پدرش محمدشاه او را به یاد پدر خود عباس میرزا، عباس نامید. همچنین برخی از تاریخ‌نگاران باور دارند که محمدشاه، به احترام مرشد و صدراعظم او، میرزا عباس ایروانی مشهور به حاجی میرزا آقاسی، نام عباس را بر فرزند خود نهاد. مادرش خدیجه‌خانم چهریقی، خواهر یحیی‌خان چهریقی از روسای کرد ایل شکاک، بود، در واقع یحیی‌خان چهریق دایی عباس میرزا مُلک‌آرا به‌شمار می‌آمد.
عباس میرزا هم از ناصرالدین شاه کوچکتر بود و نیز مادرش از تبار کرد و سنی مذهب بود و این دو مانع از ولیعهدی او می‌شد. محمدشاه، عباس میرزا را بیش از سایر فرزندانش دوست می‌داشت و به او لقب «نایب‌السلطنه» بخشیده بود. عباس میرزا مورد سوءظن ناصرالدین شاه قرار داشت، چرا که شاه او را مدعی تاج و تخت می‌پنداشت. او مدت بیست و هفت سال را در تبعید در بغداد و استانبول به سر برد. در ۱۲۹۴ (قمری) با کسب اجازه از ناصرالدین شاه قاجار به ایران بازگشت. شاه به او لقب مُلک‌آرا داد و حکومت زنجان را به او سپرد. بعد از مدتی عباس میرزا از ترس به قفقاز گریخت و این بار با وساطت میرزا حسین مشیرالدوله در ۱۲۹۶ (قمری) به ایران بازگشت. او در سال ۱۳۱۴ (قمری) به جای محسن مشیرالدوله وزیر عدلیه شد و دو سال بعد در هنگام اسب‌سواری به دلیل سکتهٔ قلبی درگذشت.
عباس میرزا زیر نظر رضاقلی‌خان هدایت تربیت یافته بود و سواد ادبی خوبی داشت. او کتابی درباره وقایع زندگی خود، تحت عنوان شرح حال عباس‌میرزا ملک‌آرا نوشته است.

## تحت‌الحمایگی عباس میرزا توسط سفارت انگلیس
محمدشاه، پدر عباس میرزا، به همان اندازه که از مهدعلیا (مادر ناصرالدین شاه) بیزار بود، شیفتهٔ خدیجه خاتون (مادر عباس میرزا) بود. پدر خدیجه خانم با شیوخ نقشبندیه ارتباط داشت و دخترش را به توصیه پدر شیخ عبیدالله نهری به عقد شاه درآورده بود. با توجه به این موارد، مهد علیا، کینه عمیقی از این مادر و فرزند داشت. پس از مرگ محمد شاه، مادر عباس میرزا، اندیشناک بود که پسرش را به نیرنگ مهدعلیا مسموم گردانند. از این‌رو از کاردار سفارت انگلیس درخواست حمایت کرد. فرانت، کاردار سفارت، به او اطمینان داد که سفارت سلامت پسرش را تضمین می‌کند، و اگر لازم افتد مادر و فرزند را در سفارت پناه خواهد داد. فرانت همچنین پیامی به مهد علیا فرستاد. در جواب آن نامه، مهدعلیا اطمینان داد که هیچ نیت بدی ندارد و نمی‌گذارد آزاری به او وارد آید و حتی جانب آن بانو را نگاه خواهد داشت.

## عباس میرزا و امیرکبیر

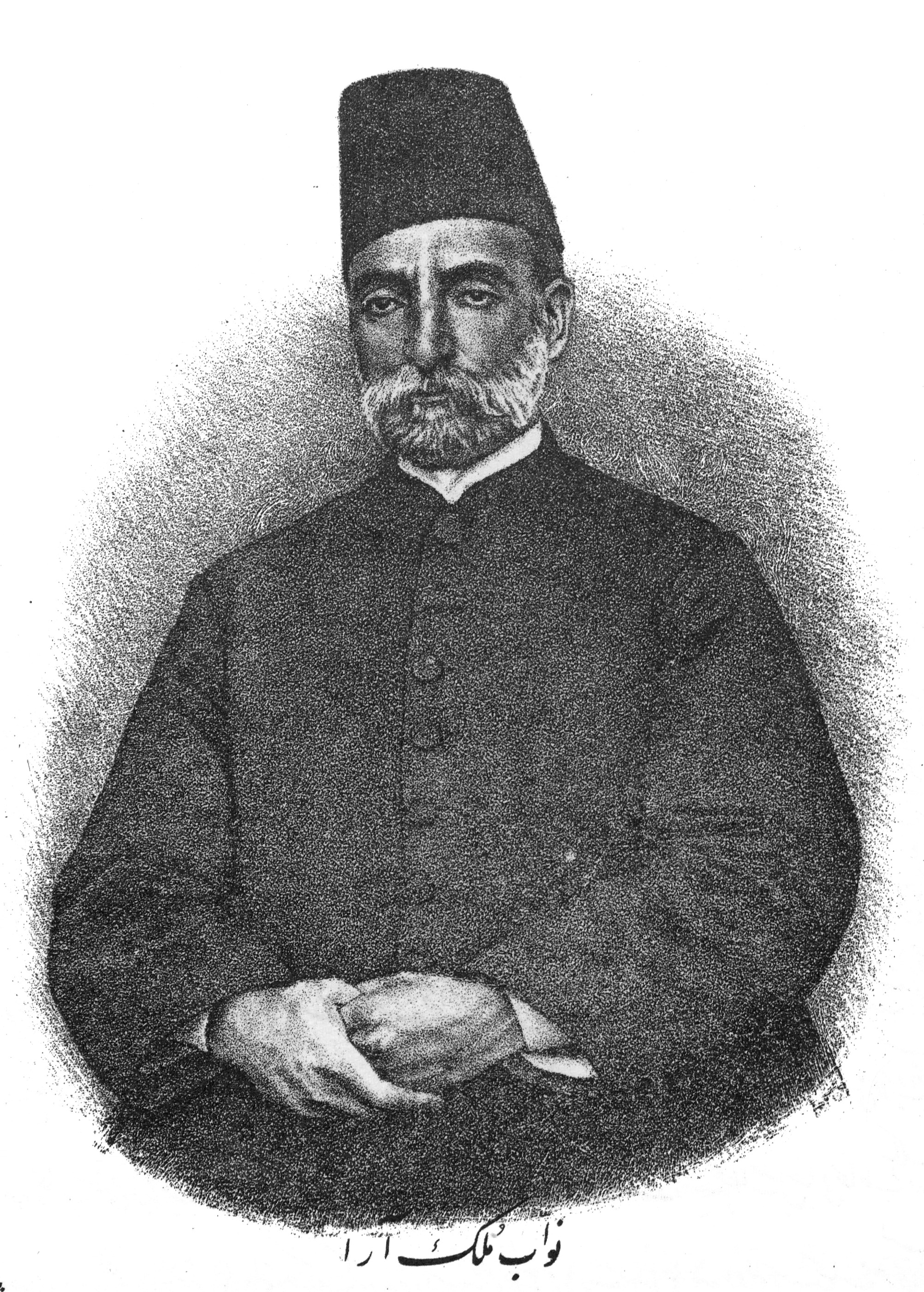
عباس‌میرزا مُلک‌آرا، مجله شرف،اثر ابوتراب غفاری، ۱۳۰۰ ق.

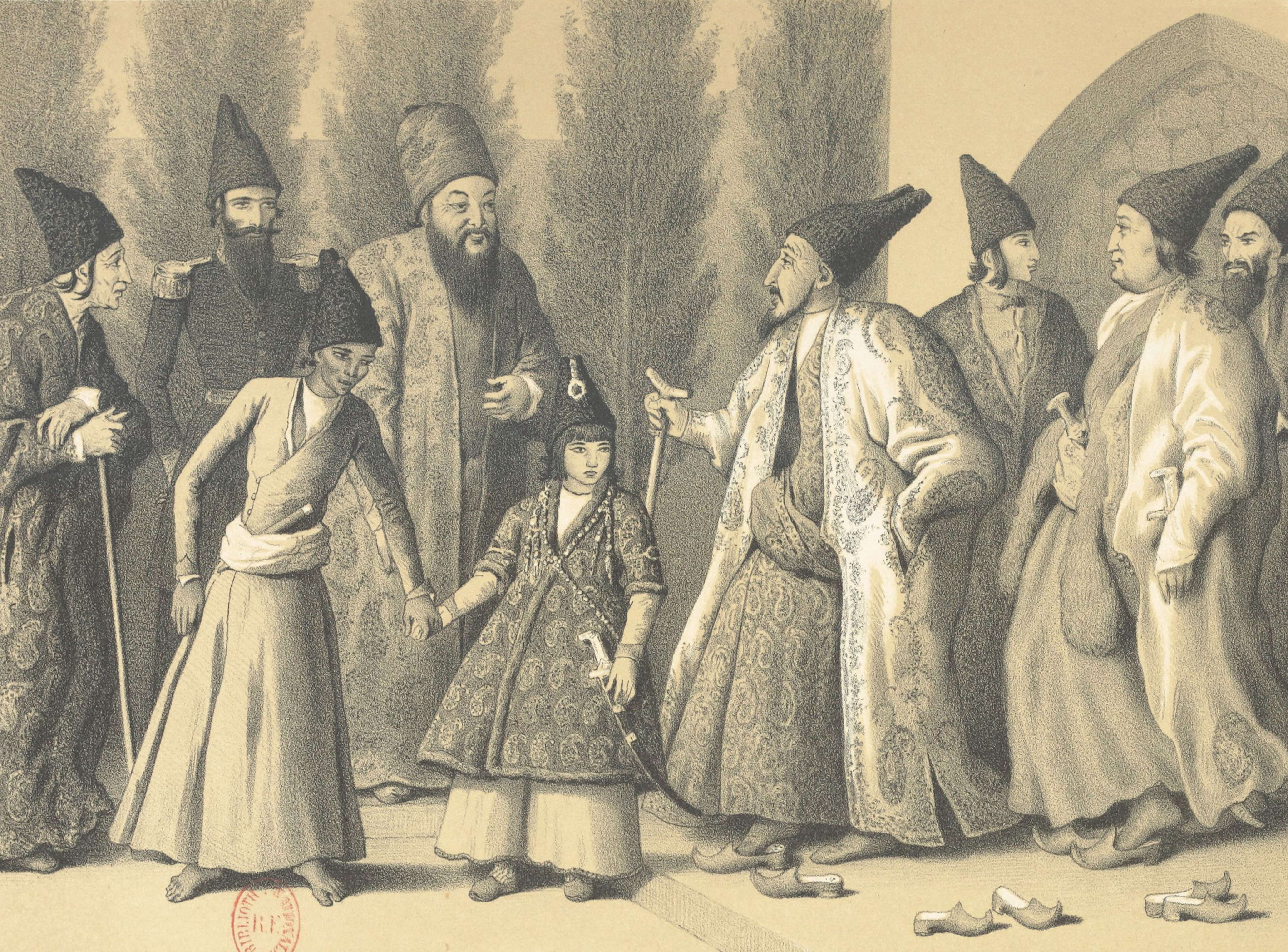
عباس‌میرزا ملک‌آرا به همراه لَله‌باشی رضاقلی‌خان هدایت، حاجی میرزا آقاسی و میرزا ابوالحسن خان ایلچی، اثر الکسی دمیتریویچ سالتیکوف؛ منتشر شده در ۱۸۵۰

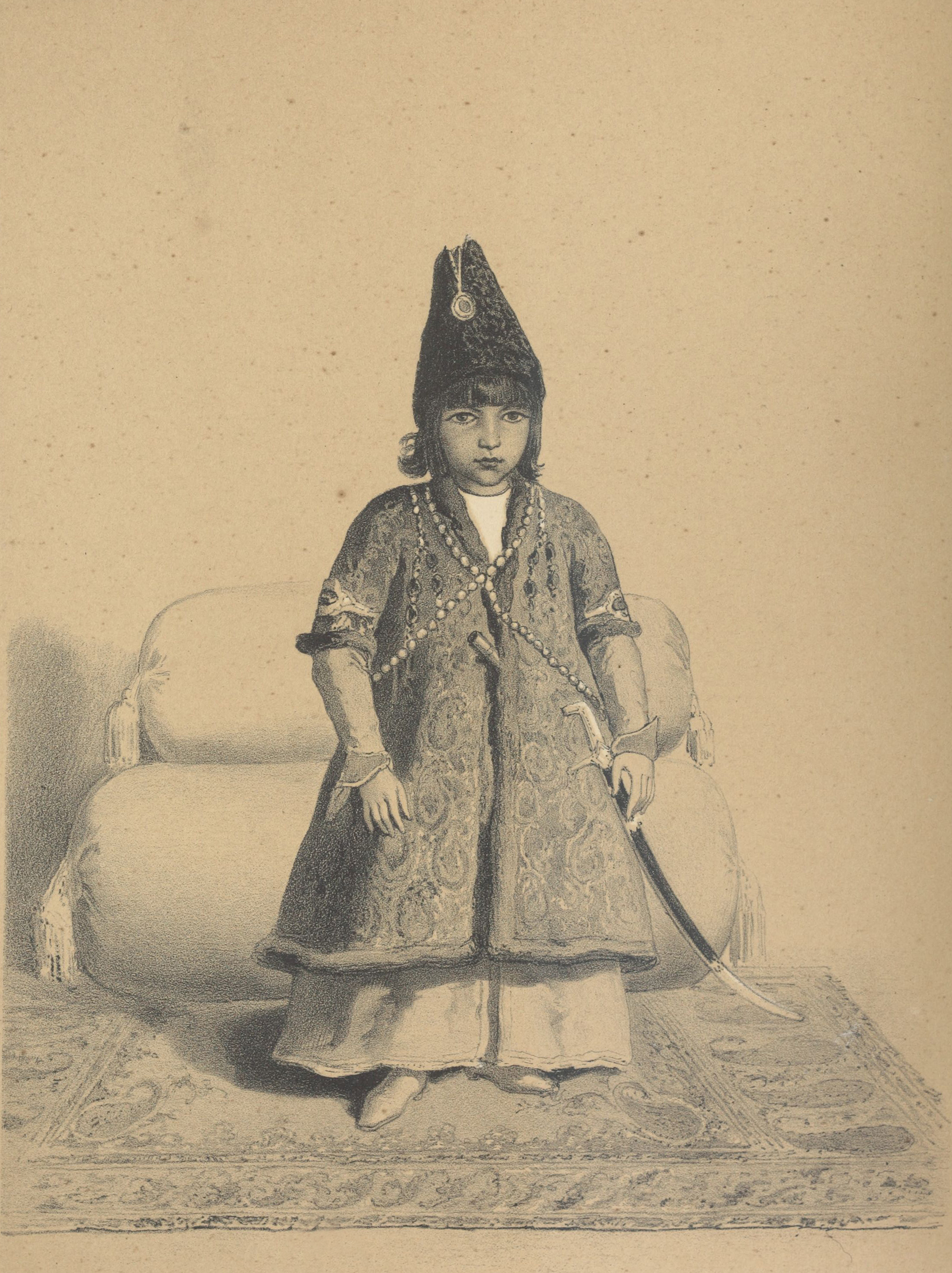
تک‌چهره عباس‌میرزا مُلک‌آرا، اثر الکسی دمیتریویچ سالتیکوف؛ منتشر شده در ۱۸۵۰

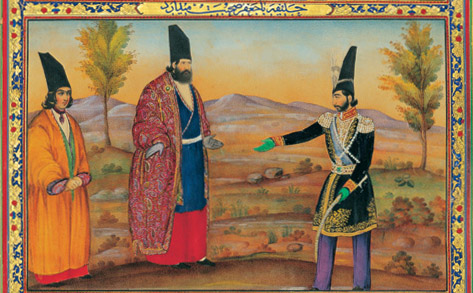
نقاشی ابوالحسن غفاری که ماجرای امیرکبیر و ناصرالدین شاه و عباس میرزا را در قم روایت می‌کند

در سال ۱۲۶۷ قمری (یک سال قبل از عزل امیرکبیر) به هنگام سفر به اصفهان، ناصرالدین‌شاه قصد نداشت عباس میرزا و مادر وی را همراه ببرد اما به اصرار امیرکبیر آنان همراه کاروان شدند. در هنگام بازگشت شاه عباس میرزا را حاکم قم نمود تا در حالتی تبعید گونه از پایتخت دور بماند. امیرکبیر فرمان شاه را نقض کرد و به آن‌ها دستور داد همراه کاروان شوند. شاه با امیرکبیر به منازعه برخاست و بر حکم خود اصرار کرد و در ضمن به امیرکبیر بی‌اعتماد شد. ابوالحسن غفاری (عموی کمال‌الملک) این ماجرا را در این پرده نقاشی که در اصل برای کتاب هزار و یک شب ترسیم شده، هارون الرشید را به شکل ناصرالدین‌شاه و جعفر برمکی را به شکل امیرکبیر در کنار جوانی که احتمالاً عباس میرزاست نقش کرده است که این نقاشی را می‌توان به هوشمندی و آینده‌نگری نقاش یا به بدخواهی و دشمنی او با امیرکبیر منتسب کرد.

## وقایع پس از قتل امیرکبیر
پس از قتل امیرکبیر، مازبوری وزیر امور خارجه بریتانیا، نامهٔ عتاب‌آمیز و تندی خطاب به دولت ایران نوشت. در حاشیهٔ اصل یادداشت وزارت امور خارجه بریتانیا تصریح شده است: «این اعلام اخیر در برحذر داشتن دولت ایران از ارتکاب قتل‌های سیاسی، مربوط به احتمال کشتن عباس میرزای نایب السلطنه ملک‌آرا برادر ناصرالدین‌شاه بود».
جاستین شیل، وزیر مختار وقت بریتانیا در ایران، می‌نویسد: «در دربار چنین شایع شده است که دوّمین قربانی کینه‌توزی و انتقام‌جویی مادر شاه، همانا عباس میرزای نایب السلطنه برادر ناتنی ناصرالدین‌شاه است. به قراری که اطلاع یافتم شخص شاه هم در این دشمنی با مادرش شریک است. و نیز از منبع موثقی شنیدم که علت اصلی ناخشنودی شاه نسبت به مرحوم امیرنظام نیز جانبداری او از نایب السلطنه و مادرش بوده است…»
شیل، سپس در نامه‌ای خطاب به ناصرالدین‌شاه، می‌نویسد: «حکومت شهر قم که تبعیدگاه مغضوبان سیاسی به‌شمار می‌رود، شایسته مقام یگانه برادر پادشاه نیست، دولت ملکه انگلستان به سرنوشت و نیکبختی او علاقهٔ خاص دارد، باید به پایتخت برگردد و در سایه رأفت پادشاه به آسودگی زیست کند و از هر گزند و کینه‌ای در امان باشد. و این کیفیت را دولت انگلستان در اساس مناسبات خود با ایران منظور خواهد داشت.»
به هر حال رفتار دولت انگلستان در دل ناصرالدین شاه هراسی انداخت که از آن پس به‌طور علنی به قتل‌های سیاسی دست نزند.